# Arthur Biram
Arthur Yitzhak Biram (hébreu ארתור בירם 13 août 1878 - 5 juin 1967) est un philosophe, philologue et éducateur germano-israélien.

## Biographie
Biram est né à Bischofswerda en Saxe en 1878 et fréquente l'école à Hirschberg, en Silésie.
Il étudie les langues, dont l'arabe, à l'Université de Berlin et à l'Université de Leipzig et obtient un doctorat (Dr phil.) à l'Université de Leipzig en 1902, sur la philosophie d'Abu-Rasid al-Nisaburi. En 1904, il termine le séminaire de rabbin à la Hochschule für die Wissenschaft des Judentums. Il enseigne ensuite les langues et la littérature au Lycée berlinois du monastère franciscain.
Biram est l'un des fondateurs du Shimon bar Kokhba et un membre du courant religieux libéral allemand «Ezra», qui reconnait l'importance de l'enseignement secondaire. En 1913, il émigre en Palestine ottomane.
Il épouse Hannah Tomeshevsky et ils ont deux fils. Les deux fils sont tués : Aharon est mort dans un accident alors qu'il est en service de réserve, et Binyamin, un ingénieur de Dead Sea Works, est tué par une mine.

## Carrière pédagogique
Biram fonde l'école hébraïque Reali à Haïfa en 1913 et en est nommé le premier directeur, mais quelques mois plus tard, la Première Guerre mondiale éclate et Biram est enrôlé par l'armée allemande et stationné à Afoula. En 1919, il retourne à l'école.
Dans le cadre de la philosophie de l'éducation de Biram, en 1937, il met en place une formation obligatoire Hagam pour les filles de l'école hébraïque Reali à Haïfa, jetant les bases du recrutement des femmes dans la Haganah, puis dans les Forces de défense israéliennes.
En 1948, il démissionne de son poste de directeur et, à l'occasion de son 75e anniversaire, il est l'auteur d'un recueil d'essais sur la Bible. Au total, il écrit environ 50 publications en hébreu, allemand, anglais et arabe. Biram est mort à Haïfa en 1967.
En 1954, il reçoit le Prix Israël pour l'éducation.